# Транспортный корпус Армии США
Транспортный корпус Армии США (англ. United States Army Transportation Corps (USATC)) — род войск ВС США, ответственен за транспортировку военнослужащих и гражданского персонала, вооружения, военной техники, снаряжения и ресурсов (ГСМ и так далее) по воздуху, железнодорожным путям, автомобильным дорогам и по морю. 
Высшим командованием является Транспортного командования ВС США (Transcom). 

## История

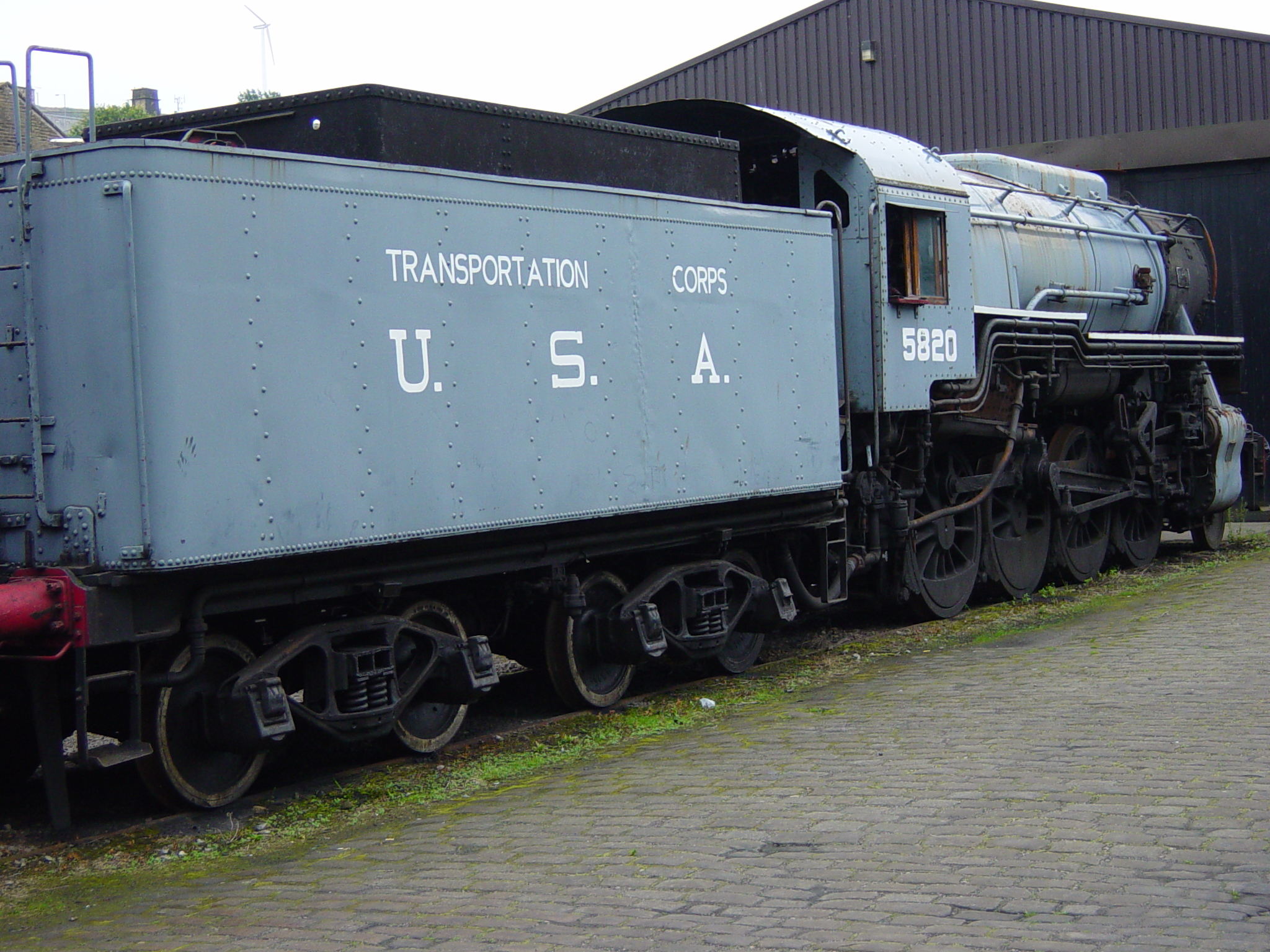
Название корпуса на паровозе S160.

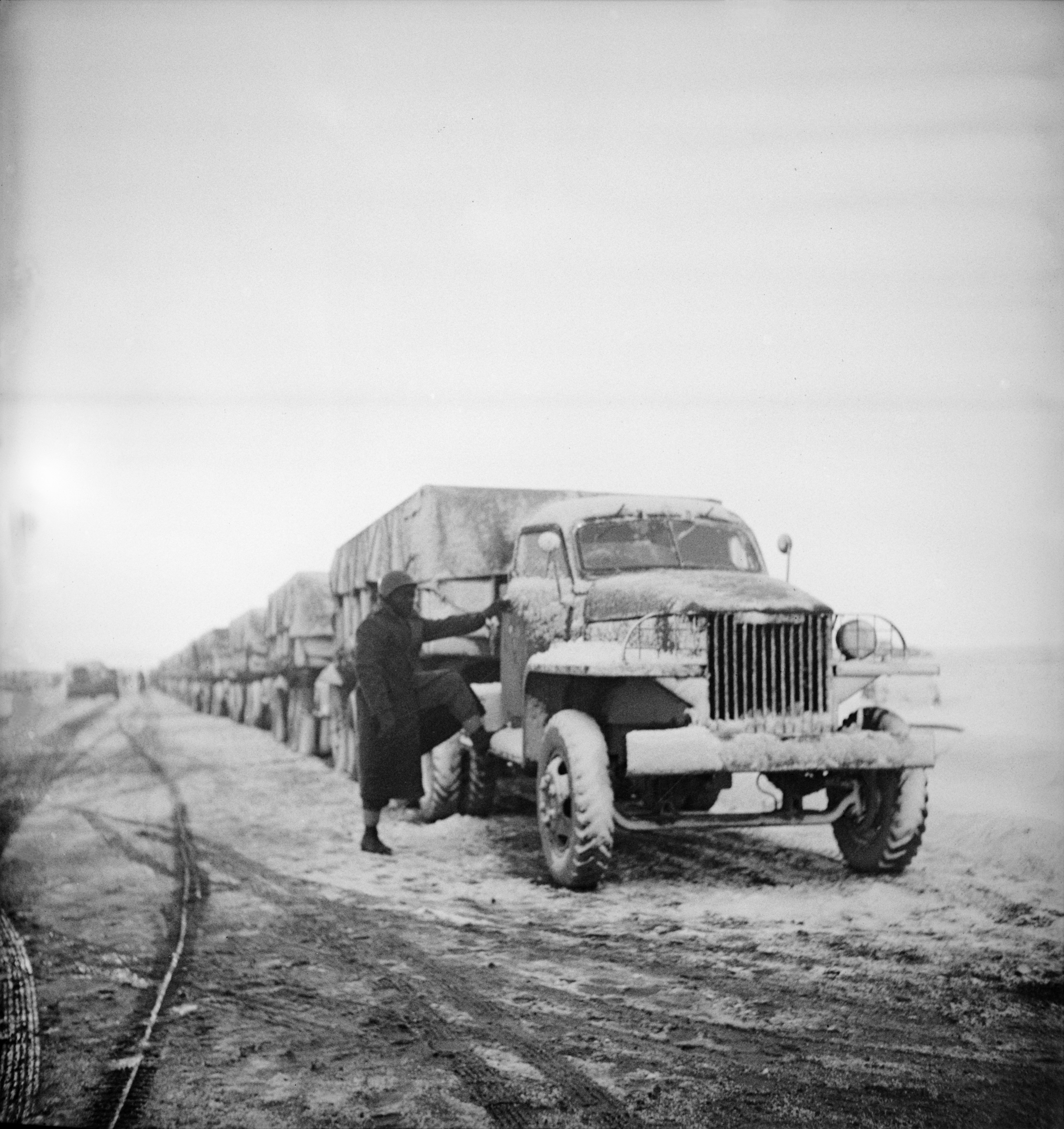
Колонна «Студебекеров» в персидской пустыне на пути в Союз ССР.

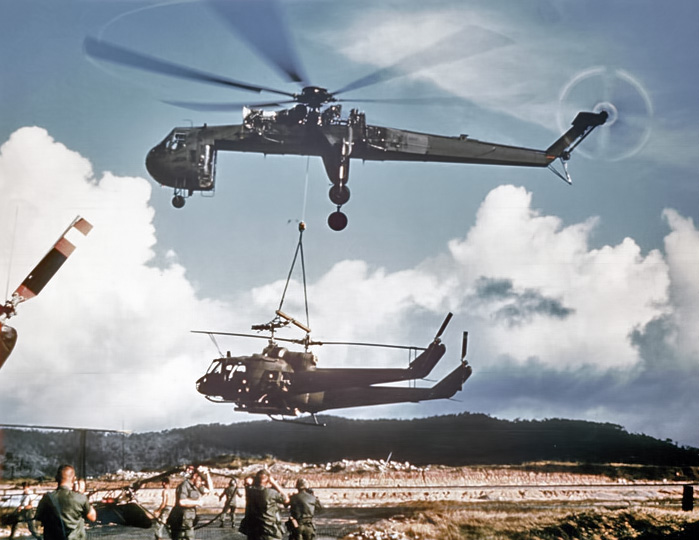
CH-54A Tarhe перевозит два повреждённых UH-1 Huey во Вьетнаме.

Транспортный корпус был основан 31 июля 1942 года правительственным указом под номером 9082. Занимается транспортным обеспечением армии, флота, авиации и других формирований вооружённых сил, размещается в Форт-Юстис (город Ньюпорт-Ньюс, штат Виргиния). 
Среди формирований Вооружённых сил США занимает третье место среди наименьших. В период Второй мировой войны корпус отвечал за поставки ленд-лиза.
С апреля 1943 года по май 1945 года Транспортным корпусом, в соответствии с законами о ленд-лизе, были организованы перевозки в объёме около 5 000 000 тонн грузов через «Персидский коридор» для Красной Армии ВС Союза ССР, совместно с военно-транспортной службой Британский Индийской армии и Тылом ВС СССР. Важную роль в этом сыграли железнодорожные линии Иранской государственной железной дороги, строительство которых было завершено к 1939 году. Перевозки начались в портах Бандар-Шахпур (ныне Бандар-э Имам Хомейни) и Бушер в Персидском заливе и направились к Каспийскому морю через Тегеран. Были и другие порты в Иране и Ираке, в Басре и Умм-Касре.
Формирование имело в своём составе госпитальные суда, транспортные суда, танкеры и так далее
Транспортный корпус во время Корейской и Вьетнамской войн имел несколько вертолётных рот, которые участвовали, например, в перевозке личного состава, в том числе раненых и убитых.
Во время Корейской войны Транспортное формирование обеспечивало снабжение оккупационных войск и сил в Корее в течение трёх лет. К моменту подписания перемирия между народной и капиталистической Кореями транспортный корпус перевез более 3 000 000 военнослужащих и 7 000 000 тонн грузов на войну.
Во время Вьетнамской войны корпус имел самый разнообразный ассортимент транспортных единиц, когда-либо собранных в корпусе. На протяжении более десяти лет формирование транспортников оказывало непрерывную поддержку войскам и силам США и их союзников. Так для снабжения в условиях тропиков, использовались различные плавсредства, амфибии, грузовики, вертолёты и самолёты. 
Транспортное командованием ВС США (Transcom) опубликовало данные, по состоянию на 30 октября 2022 года, что для доставки вооружения, военной техники и военнослужащих на европейский континент, включая Украину, начатой 21 января 2022 года, командование провело 845 полётов, задействовало 47 судов, 114 железнодорожных составов и более 3 400 грузовиков.
В результате доставки, начатой 21 января 2022 года транспортным корпусом, были доставлены в Европу более 16 000 военнослужащих, свыше 63 000 противотанковых систем, 84 100 тонн снаряжения, более 68 200 000 патронов для огнестрельного оружия, свыше 966 500 артиллерийских снарядов, 202 артиллерийские системы, более 1 400 противовоздушных систем, 46 радаров, 15 вертолётов и 26 патрульных судов. Поставки продолжаются — указано в заявлении Transcom.